# Raschau-Markersbach
Raschau-Markersbach è un comune di 5.705 abitanti della Sassonia, in Germania.
Appartiene al circondario dei Monti Metalliferi (targa ERZ).